# Pirjo Muranen
Pour les articles homonymes, voir Manninen.
Pirjo Muranen, née Manninen le 8 mars 1981 à Rovaniemi, est une fondeuse finlandaise. 

## Biographie
Elle débute en Coupe du monde en 1998 et remporte son premier podium en épreuve individuelle (2e place) le 28 février 2000 à Stockholm. L'année suivante, elle devient championne du monde du sprint à Lahti et gagne trois épreuves en Coupe du monde aussi en sprint. En 2009, elle est championne du monde avec le relais.
En 2010, elle est médaillée de bronze aux Jeux olympiques de Vancouver dans l'épreuve de relais.
Elle prend sa retraite sportive en 2011.
Elle est la sœur de Hannu Manninen spécialiste du combiné nordique.

## Palmarès

### Jeux olympiques
| Épreuve / Édition             | Épreuve / Édition             | Vancouver 2010 |
| Poursuite 15 km               | Poursuite 15 km               | 30e            |
| Sprint individuel             | Sprint individuel             | 21e            |
| Sprint par équipes            | Sprint par équipes            | -              |
| 10 km Libre                   | 10 km Libre                   | -              |
| 30 km Classique départ groupé | 30 km Classique départ groupé | -              |
| Relais 4 × 5 km               | Relais 4 × 5 km               | Bronze         |

### Championnats du monde
| Épreuve / Édition                         | Épreuve / Édition                         | Lahti 2001 | Val di Fiemme 2003 | Oberstdorf 2005 | Sapporo 2007 | Liberec 2009 | Oslo 2011 |
| Sprint                                    | Classique                                 |            |                    |                 | 7e           |              | 38e       |
| Sprint                                    | Libre                                     | Or         | 6e                 |                 |              | Bronze       |           |
| Sprint libre par équipes                  | Sprint libre par équipes                  |            |                    | Argent          |              |              |           |
| 10 km                                     | Classique                                 |            | 14e                |                 |              | 7e           |           |
| 10 km                                     | Libre                                     |            |                    | 50e             |              |              | 6e        |
| 10 km                                     | Poursuite                                 | 26e        |                    |                 |              |              |           |
| Poursuite 7,5 km classique + 7,5 km libre | Poursuite 7,5 km classique + 7,5 km libre |            |                    |                 | 15e          |              |           |
| 30 km                                     | Libre                                     |            | 18e                |                 |              |              |           |
| 30 km                                     | Libre départ en ligne                     |            |                    |                 |              | 10e          |           |
| Relais 4 × 5 km                           | Relais 4 × 5 km                           |            |                    |                 |              | Or           | Bronze    |

### Coupe du monde
- Meilleur classement général : 7e en 2009.
  - Meilleur classement en distance : 13e en 2009.
  - Meilleur classement en sprint : 2e en 2001.
- 26 podiums dans des épreuves de la Coupe du monde :
  - 14 podiums en épreuve individuelle, dont 5 victoires.
  - 12 podiums en épreuve par équipe, dont 2 victoires.

#### Détail des victoires
| Épreuve / Édition | Sprint            | Sprint    |
| Épreuve / Édition | libre             | classique |
| 2001              | Brusson Engelberg | Oslo      |
| 2003              | Linz              |           |
| 2009              | Rybinsk           |           |

 Dernière mise à jour le 11 mars 2010 

#### Championnat du monde junior
- Saalfelden ( Autriche), 1999 : Médaille d'argent du 5 km style classique.
- Strbske Pleso ( Slovaquie), 2000 : Médaille d'or du sprint style libre, médaille d'argent du 5 km style libre et médaille de bronze du 15 km style classique.
- Karpacz ( Pologne), 2001 : Médaille d'or du sprint style libre, médaille d'or du 15 km style libre Mass start et médaille d'argent du 5 km style classique.